# Тонунц, Гурген Ованесович
Гурге́н Оване́сович (Георгий Иванович) Тону́нц (арм. Գուրգեն Թոնունց); 2 сентября 1922 года, Тифлис, Грузинская ССР — 21 сентября 1997 года, Москва, Россия) — советский армянский киноактёр. Народный артист Российской Федерации (1993), Народный артист Армянской ССР (1967).

## Биография
Гурген Тонунц родился 2 сентября 1922 года в Тифлисе.
С 1938 по 1941 год учился в Мурманском мореходном училище и параллельно занимался в театральной студии. В 1941 году добровольцем ушёл на фронт.
Служил на Северном флоте на сторожевом корабле СКР-19 (ледокольный пароход «Дежнёв»). 27 августа 1942 года участвовал на нём в бою у порта Диксон с немецким тяжёлым крейсером «Адмирал Шеер», был ранен.
Кинодебют состоялся в 1947 году. В том же году поступил на режиссёрский факультет ВГИКа, в мастерскую Льва Кулешова. Обучение окончил в 1952 году.
С 1952 по 1956 год был актёром и режиссёром Кустанайского областного драматического театра.
С 1956 года работает на «Мосфильме» в качестве ассистента режиссёра.
С 1957 года — актёр Театра-студии киноактёра. Прославился в основном благодаря исполнению роли революционера Камо в ряде историко-революционных фильмов. Как свидетельствуют, ему удалось передать очень близкий к реальному образ Камо, его личность.
Умер 21 сентября 1997 в Москве. Похоронен на Троекуровском кладбище.
Сын Александр, недолгое время был женат на Елене Кокалевской (в замужестве Тонунц).

## Фильмография
- 1956 — Обыкновенный человек — зритель в театре (нет в титрах)
- 1957 — Лично известен — Камо
- 1958 — Лавина с гор
- 1959 — Насреддин в Ходженте, или Очарованный принц — Ходжа Насреддин
- 1959 — Небо зовёт — Эрвин Берст
- 1959 — Можно ли его простить? — Тарлан
- 1960 — Рождённый жить — Гурген Арамян
- 1960 — Утро
- 1961 — Двенадцать спутников — Багратуни
- 1961 — В начале века — Александр Потресов
- 1962 — Цепная реакция — доктор
- 1962 — Сказание о любви
- 1963 — Закон Антарктиды — Йоган Гааген
- 1964 — До свидания, мальчики! — Джон Данкер, король гавайской гитары
- 1964 — Армия «Трясогузки» — Есаул
- 1964 — Космический сплав
- 1965 — Листок из блокнота
- 1965 — Чрезвычайное поручение — Камо
- 1966 — Два года над пропастью
- 1966 — Дикий мёд — Гулоян
- 1967 — Навстречу совести
- 1967 — Каменный гость — монах
- 1968 — Жил человек
- 1968 — Под пеплом огонь
- 1968 — Один шанс из тысячи — Кестер
- 1968 — Тройная проверка — Ахмет Джафаров
- 1969 — Повесть о чекисте
- 1969 — Взрыв после полуночи — Атарбеков
- 1969 — Почтовый роман — Ставраки
- 1970 — Опекун — Омар Леванович, капитан буксира
- 1971 — Мировой парень — Отар
- 1972 — Последний гайдук
- 1973 — Последний подвиг Камо — Камо
- 1973 — За час до рассвета — Джигит
- 1975 — Повторная свадьба — директор продуктового магазина
- 1975 — Ау-у! — актёр (придворный)
- 1977 — Счёт человеческий
- 1979 — Опасные друзья— Пётр Мохов «Лорд»
- 1983 — Тайна виллы «Грета» — Николо Зафеси, дядя Каролины
- 1985 — Знай наших! — — шталмейстер
- 1989 — Криминальный квартет — Левон Самвелович
- 1990 — Откровение Ивана Ефремова
- 1991 — Бухта смерти — Тенгиз
- 1991 — Тень, или Может быть, всё обойдётся — тайный советник

## Награды и звания
- Орден Дружбы (25 августа 1997 года) — за заслуги перед государством, большой вклад в укрепление дружбы и сотрудничества между народами, многолетнюю плодотворную деятельность в области культуры и искусства[8].
- Орден Отечественной войны I степени (1985).
- Орден Отечественной войны II степени (1944).
- Медаль «За отвагу» (1943).
- Орден Красной Звезды (1945).
- Народный артист Российской Федерации (16 декабря 1993 года) — за большие заслуги в области киноискусства[9].
- Народный артист Армянской ССР (1967).
- Заслуженный артист Якутской АССР (1961).